# Inghilterra e Galles

Inghilterra e Galles nel Regno Unito

L'Inghilterra e Galles (in inglese: England and Wales, in gallese: Cymru a Lloegr) è una giurisdizione legale che forma un'area comune nel diritto, coprendo le nazioni dell'Inghilterra e del Galles nel Regno Unito. Costituzionalmente, è il successore del Regno d'Inghilterra e ha un unico sistema legale, il diritto inglese.

## Storia
Poco dopo la conquista normanna dell'Inghilterra (1066), i normanni iniziarono a conquistare parti del Galles. In due campagne, il re inglese Edoardo I conquistò il Galles tra il 1277 e il 1283. All'inglese, in seguito britannico, erede al trono è stato attribuito il titolo di Prince of Wales ("Principe del Galles"). Vi furono diverse ribellioni contro il dominio inglese, la più importante delle quali fu la ribellione di Owain Glyndŵr, che si dichiarò Principe di Galles nel 1400 e conquistò gran parte del Galles. Dal 1405, tuttavia, le truppe inglesi riuscirono a respingere i ribelli e intorno al 1409 Owain Glyndŵr fu sconfitto. L'Atto dell'Unione attraverso le leggi per l'incorporazione del Galles del 1535-1542, pose fine alla posizione speciale delle Marche gallesi e divise il Galles in tredici contee. Il diritto inglese fu da lì in poi applicabile anche in Galles. le leggi del 1535 furono abrogate solo il 21 dicembre 1993, quelle del 1542 il 3 gennaio 1995, ripristinando così una certa autonomia legale nel Galles. Nel 1998, dopo un referendum, l'Assemblea nazionale per il Galles ottenne la procura per le spese pubbliche all'interno del Galles.
L'Inghilterra, come la quarta e più grande nazione del Regno Unito, non ha parlamenti o governi statali. I compiti sono svolti dal Parlamento e dal governo del Regno Unito.

## Sistema giuridico comune

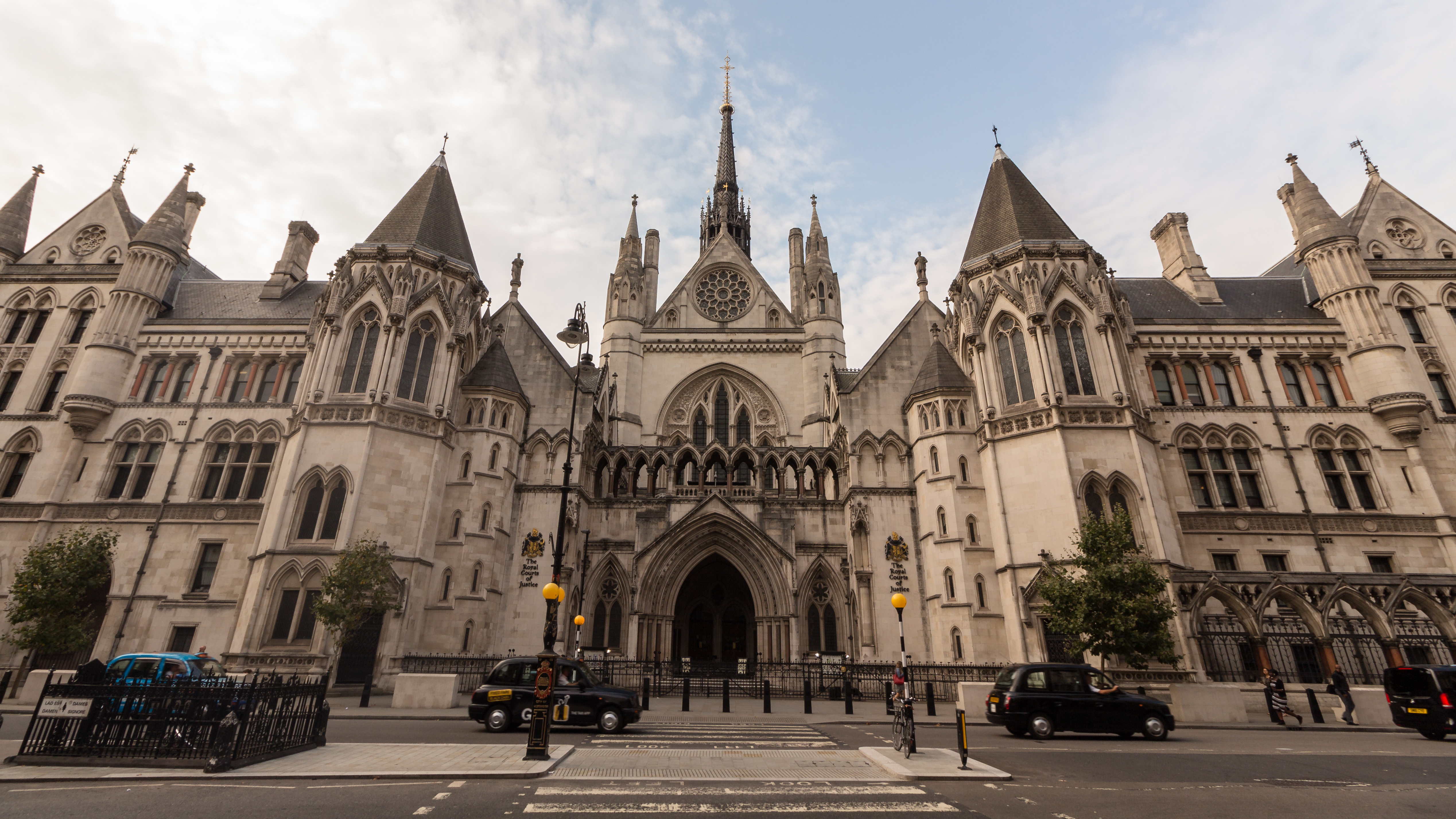
Prospetto principale degli edifici della Royal Courts of Justice.

La legge in Inghilterra e Galles si basa sul diritto inglese, noto anche come common law. L'Assemblea nazionale per il Galles può, sulla base delle decisioni del Parlamento a Westminster, adottare i propri atti legislativi che si applicano solo al Galles. Con la Supreme Court of Judicature Acts (1873, in vigore dal 1875) ci sono tribunali comuni, per esempio un'Alta corte di giustizia, nota anche come High Court of England and Wales.